# William Eccles (physicien)
Pour les articles homonymes, voir Eccles.
William Henry Eccles (23 août 1875 - 29 avril 1966) est un physicien britannique et un pionnier dans le développement de la communication radio.

## Biographie
Il est né à Barrow-in-Furness, Lancashire, Angleterre. Après avoir obtenu son diplôme du Royal College of Science de Londres en 1898, il devient l'assistant de Guglielmo Marconi, l'entrepreneur de radio italien. En 1901, il obtient son doctorat du Royal College of Science. Eccles est un défenseur de la théorie d'Oliver Heaviside selon laquelle une couche conductrice de la haute atmosphère pourrait réfléchir les ondes radio autour de la courbure de la Terre, permettant ainsi leur transmission sur de longues distances. Connue à l'origine sous le nom de couche de Kennelly-Heaviside, cette région de l'atmosphère terrestre est devenue l'ionosphère. En 1912, Eccles suggère que le rayonnement solaire est responsable des différences observées dans la propagation des ondes radio pendant le jour et la nuit . Il mène des expériences sur les perturbations atmosphériques des ondes radio et utilise des détecteurs et des amplificateurs d'ondes dans son travail. Eccles invente en 1919 le terme de « diode » pour décrire un tube de verre sous vide contenant deux électrodes, : une anode et une cathode.
Après la Première Guerre mondiale, l'intérêt principal d'Eccles est le développement de circuits électroniques. En 1918, il travaille en collaboration avec F. W. Jordan pour breveter le circuit à bascule, qui devient la base de la mémoire électronique des ordinateurs ,. En 1919, Eccles devient vice-président de l'Imperial Wireless Committee. Il aide à la conception de la première station de radio à ondes longues et s'implique dans les premiers travaux de la British Broadcasting Company (plus tard la BBC) après sa création en 1922.
William Eccles est membre de la Royal Society (FRS). Il est président de la Physical Society de 1928 à 1930, président de l'Institution of Electrical Engineers (IEE) en 1926 et président de la Radio Society of Great Britain (RSGB) en 1923–24.
Il est mort à Oxford.